# Вариации на тему Гайдна
Вариации на тему Йозефа Гайдна си-бемоль мажор (нем. Variationen über ein Thema von Jos. Haydn, в англоязычной литературе также Вариации Святого Антония, англ. Saint Anthony Variations) ― произведение, написанное Иоганнесом Брамсом в 1873 году. Существует в двух версиях: одна, наиболее популярная ― для оркестра (опус 56a), вторая ― для двух фортепиано (опус 56b). Примерная продолжительность звучания около 20 минут.

## История создания и исполнения
Тема, избранная Брамсом для Вариаций, имеет не вполне ясное происхождение. Считается, что в 1870 году музыковед Карл Фердинанд Поль, специалист по творчеству Йозефа Гайдна, показал Брамсу снятую им копию с рукописи, обнаруженной им в библиотеке в Циттау. Рукопись представляла собой пятичастный дивертисмент для духового ансамбля оригинального состава: два гобоя, три фагота, две валторны и серпент. Поль идентифицировал дивертисмент, входивший в цикл из шести духовых октетов слегка различающегося состава, как принадлежащий Гайдну; в самом деле, под именем Гайдна эти дивертисменты включены в каталог издательства Breitkopf & Härtel за 1782—1784 гг. Брамса особенно заинтересовала вторая часть дивертисмента, озаглавленная «Хорал Святого Антония»; он, в свою очередь, снял копию этой части с копии Поля и целиком использовал эту часть в качестве темы для своих вариаций, сохранив, в основном, и её инструментовку — но заменив серпент, который за прошедшие 90 лет окончательно вышел из употребления, контрафаготом. До середины XX века авторство Гайдна не вызывало особенных сомнений, и дивертисмент был включён в полный каталог произведений Гайдна, составленный Антони ван Хобокеном (1957). Однако другой видный исследователь Гайдна, Х. Ч. Роббинс Лэндон, на протяжении 1950-60-х гг. неоднократно печатно выступал с заявлениями о том, что Гайдн не мог написать обсуждаемый дивертисмент, совершенно не совпадающий с его музыкой стилистически; гипотеза Роббинса Лэндона об авторстве Игнаца Плейеля также не нашла серьёзных подтверждений. В настоящее время принято считать, что авторство дивертисмента, вероятнее всего, принадлежит кому-то из второстепенных композиторов из окружения Гайдна, а имя мастера было использовано при публикации для улучшения продаж. Неясно также, означало ли использованное в дивертисменте название «Хорал Святого Антония», что этот мотив не сочинён автором самостоятельно, а заимствован из некоторого более раннего хорала и лишь обработан; сам Брамс тоже пребывал в недоумении по этому поводу и признавался, что не представляет, какое отношение данная музыкальная тема имеет к святому Антонию; в то же время биограф Брамса Макс Кальбек усматривал в развитии Вариаций некоторые соответствия истории Антония.
Непосредственная работа Брамса над Вариациями проходила летом 1873 года в Тутцинге. Первоначально он создал версию для двух фортепиано, после чего сразу приступил к её оркестровке. Идею Брамса сочинить вариации для двух фортепиано связывают с его совместным музицированием с Карлом Таузигом, тогда как решение о предпочтительности оркестровой версии было принято на основании пробного исполнения вместе с Кларой Шуман.
Премьера оркестровой версии состоялась, с большим успехом, 2 ноября 1873 года в исполнении Венского филармонического оркестра под управлением автора, 5 февраля 1874 года Брамс повторил Вариации в Лейпциге. Российская премьера Вариаций состоялась 2 ноября 1874 года, дирижировал Эдуард Направник. «Русская музыкальная газета» отмечала в 1911 году, в связи с исполнением Вариаций под управлением Василия Сафонова, что это сочинение стало самым популярным произведением Брамса в России, и связывала это с исключительным мастерством композитора в области вариационной формы, превосходящим даже мастерство Петра Чайковского. Что касается фортепианной версии, то она впервые прозвучала в Вене 10 февраля 1874 года в ходе отчётного концерта фортепианного класса Венской консерватории под руководством Антона Доора в исполнении Мальвины фон Бенфельд и Габриэлы Браунер.
Обе версии Вариаций были опубликованы основным издателем Брамса Фрицем Зимроком, но в обратной последовательности: в конце 1873 года вышла версия для двух фортепиано и лишь спустя несколько месяцев — версия для оркестра. В промежутке между первой и второй публикациями Брамс изменил темповые обозначения для пяти из восьми вариаций, что привлекло дополнительное внимание исследователей к проблеме темпа во всём произведении; по итогам полемики сформировалась точка зрения, согласно которой задачей композитора было выстроить постепенное и логичное повышение темпа от начала к финалу.

## Состав оркестра
Оркестровые вариации (опус 56a) написаны для пикколо, 2 флейт, 2 гобоев, 2 кларнетов , 2 фаготов, контрафагота, 4 валторн, 2 труб, литавр, треугольника и струнных.

## Структура
- Тема. Хорал святого Антония. Andante
- Вариация 1. Poco più animato (в опусе 56b ― Andante con moto)
- Вариация 2. Più vivace (в опусе 56b ― Vivace)
- Вариация 3. Con moto
- Вариация 4. Andante con moto (в опусе 56b ― Andante)
- Вариация 5. Vivace (в опусе 56b ― Poco presto)
- Вариация 6. Vivace
- Вариация 7. Grazioso
- Вариация 8. Presto non troppo (в опусе 56b ― Poco presto)
- Финал. Andante

## В культуре
- На музыку «Вариаций» был поставлен балет Георгия Алексидзе (1975) для творческого вечера Габриэлы Комлевой[11].
- Двадцатиминутная заглавная композиция альбома нидерландской прог-рок-группы Focus Hamburger Concerto (1974) основана на Вариациях на тему Гайдна[12].